# Live: Legend 1999 & 1997 Apocalypse
Live: Legend 1999 & 1997 Apocalypse — это второй концертный видеорелиз японской каваии-метал группы Babymetal. Альбом содержит концертные видеозаписи двух концертов под названием Legend „1999“ и Legend „1997“ (названных по годам рождения участниц Babymetal), состоявшихся в Японии в 2013 году. Он был выпущен в двухдисковом формате DVD и Blu-ray 29 октября 2014 года.

## Предыстория
2 февраля 2013 года Babymetal объявили о концерте в NHK Hall 30 июня 2013 года. Билеты, как сообщается, были распроданы практически сразу 15 марта 2013 года. После выступления группа объявила о том, что шоу Legend „1997“ назначено на 21 декабря 2013 года в Makuhari Messe. Около 8 000 человек присутствовало на шоу Legeng „1997“.
Альбом Live: Legend 1999 & 1997 Apocalypse был впервые анонсирован 16 августа 2014 года, официальный трейлер был выпущен 11 сентября 2014 года. Видео было выпущено 29 октября 2014 года, содержащее два концерта, Legend „1999“ Yuimetal & Moametal Seitansai и Legend „1997“ Su-metal Seitansai, и выпущенное в стандартных изданиях DVD и Blu-ray, а также эксклюзивные издания фан-клуба «Babymetal Apocalypse Web» и «Babymetal Apocalypse Limited Box», дополнительно содержащие такие товары, как памятные футболки и послания от трёх участниц группы.
В честь этого релиза дайджест передач регулярно транслировался Yunika Vision на станциях Tokyo Station и Seibu-Shinjuku Station с 23 октября 2014 года по 2 ноября 2014 года. Покупатели, которые приобрели альбом в магазинах Tower Records, могли получить атрибутику, например, совместный плакат «No Music, No Idol?», том 70, о чём было объявлено ранее 20 октября 2014 года. При покупке была также доступна акция, включающая календарную карту; это продавалось ограниченным тиражом в магазине Tower Records в Синдзюку.
Альбом также был выпущен на виниле 25 августа 2021 года в честь десятилетнего юбилея группы.

## Содержание
Концерт Legend „1999“ прошёл 30 июня 2013 года, и был приурочен к 15-м дням рождения Мидзуно и Кикути. На концерте в зале NHK присутствовало 3 600 человек. Примечательно, что Мизуно и Кикути исполнили каверы на песню Petit Moni «Chokotto Love» и песню Morning Musume «Love Machine» (которые были выпущены в 1999 году) соответственно. Песни имеют подзаголовки Big Time Changes и From Hell With Love, соответственно, и названы в честь альбомов, выпущенных хэви-метал группой Seikima-II. Кроме того, Накамото дебютирует с пауэр-балладой «No Rain, No Rainbow», в которой Мидзуно и Кикути вместе играют на пианино; песня позже появится на втором альбоме группы Metal Resistance.
Концерт Legend „1997“ начинается с «Headbangeeeeeerrrrrrrr!!!!!» (Night of 15 mix), где Мизуно и Кикути выходят на сцену, а Накамото появляется на приподнятой платформе. В ходе выступления дебютирует песня «Gimme Chocolate!!», а также незаконченная аранжировка «Akatsuki». На бис Мизуно и Кикути выступают в роли Чёрного Санта-Клауса, исполняя песню «Onedari Daisakusen», а Накамото в конце концов привязывают к кресту и распинают во время финальной песни «Babymetal Death».

## Реакция
Альбом Live: Legend 1999 & 1997 Apocalypse дебютировал в ежедневном чарте Oricon на DVD и Blu-ray, заняв четвёртое место, 29 октября 2014 года, и достиг пика на восьмой и четвёртой позиции в еженедельных чартах DVD и Blu-ray Oricon, соответственно, на неделе 10 ноября 2014 года. Это также стало дебютом группы в еженедельном чарте DVD. На той же неделе видео заняло шестую и третью строчки в субчартах музыкальных видеоклипов.

## Список композиций
| №                   | Название | Текст песни                              | Длительность |
| ------------------- | --- | ---------------------------------------- | ------------ |
| 1.                  | «Babymetal Death»                                                                                             | Kitsune of Metal God                     | 6:01         |
| 2.                  | «Iine!» (いいね！)                                                                                            | Nakata Caos Mish-Mosh                    | 4:16         |
| 3.                  | «Kimi to Anime Ga Mitai – Answer for Animation With You» (君とアニメが見たい 〜Answer for Animation With You) | Kiba of Akiba                            | 4:08         |
| 4.                  | «Uki Uki ★ Midnight» (ウ・キ・ウ・キ★ミッドナイト)                                                            | Ryu-metal Fuji-metal Nakata Caos Team-K  | 3:35         |
| 5.                  | «Chokotto Love» (Big Time Changes ver.) (ちょこっとLOVE -BIG TIME CHANGES ver.-) (Petit Moni cover)           | Tsunku                                   | 4:04         |
| 6.                  | «Love Machine» (From Hell With Love ver.) (LOVE マシーン -FROM HELL WITH LOVE ver.-) (Morning Musume cover)   | Tsunku                                   | 3:31         |
| 7.                  | «Onedari Daisakusen» (おねだり大作戦)                                                                         | Nakata Caos Ryu-metal Fuji-metal Team-K  | 5:55         |
| 8.                  | «No Rain, No Rainbow»                                                                                         | Yoshifu-metal Mk-metal Nakametal         | 6:34         |
| 9.                  | «Catch Me If You Can»                                                                                         | Edometal Narasaki                        | 4:30         |
| 10.                 | «Doki Doki ☆ Morning» (ド・キ・ド・キ☆モーニング)                                                             | Nakametal Norizō Motonari Murakawa       | 3:50         |
| 11.                 | «Megitsune» (メギツネ)                                                                                        | Mk-metal Norimetal                       | 4:26         |
| 12.                 | «Ijime, Dame, Zettai» (イジメ、ダメ、ゼッタイ)                                                                | Nakametal Tsubometal Kxbxmetal Takemetal | 8:04         |
| 13.                 | «Akatsuki» (紅月 -アカツキ-) (encore)                                                                         | Nakametal Tsubometal                     | 7:27         |
| 14.                 | «Headbangeeeeerrrrr!!!!!» (ヘドバンギャー！！) (encore)                                                       | Edometal Nakametal Narasaki              | 8:52         |
| Общая длительность: | Общая длительность:                                                                                           | Общая длительность:                      | 75:28        |

| №                   | Название | Текст песни                              | Длительность |
| ------------------- | --- | ---------------------------------------- | ------------ |
| 1.                  | «Headbangeeeeerrrrr!!!!!» (Night of 15 Mix) (ヘドバンギャー!! -Night of 15 mix-)                              | Edometal Nakametal Narasaki              | 9:52         |
| 2.                  | «Doki Doki ☆ Morning» (ド・キ・ド・キ☆モーニング)                                                             | Nakametal Norizō Murakawa                | 3:50         |
| 3.                  | «Iine!» (いいね！)                                                                                            | Nakata Caos Mish-Mosh                    | 4:13         |
| 4.                  | «Tamashii no Refrain» (魂のルフラン, "Soul's Refrain") (Yoko Takahashi cover)                                 | Neko Oikawa Toshiyuki Ōmori              | 6:30         |
| 5.                  | «Uki Uki ★ Midnight» (ウ・キ・ウ・キ★ミッドナイト)                                                            | Ryu-metal Fuji-metal Nakata Caos Team-K  | 3:30         |
| 6.                  | «Gimme Chocolate!!» (ギミチョコ！！)                                                                          | Mk-metal Kxbxmetal Takeshi Ueda          | 5:22         |
| 7.                  | «Kimi to Anime Ga Mitai – Answer for Animation With You» (君とアニメが見たい 〜Answer for Animation With You) | Kiba of Akiba                            | 3:58         |
| 8.                  | «Megitsune» (メギツネ)                                                                                        | Mk-metal Norimetal                       | 4:23         |
| 9.                  | «Ijime, Dame, Zettai» (イジメ、ダメ、ゼッタイ)                                                                | Nakametal Tsubometal Kxbxmetal Takemetal | 7:46         |
| 10.                 | «Onedari Daisakusen» (おねだり大作戦) (encore)                                                                | Nakata Caos Ryu-metal Fuji-metal Team-K  | 5:06         |
| 11.                 | «Catch Me If You Can» (encore)                                                                                | Edometal Narasaki                        | 5:36         |
| 12.                 | «Headbangeeeeerrrrr!!!!!» (ヘドバンギャー！！) (encore)                                                       | Edometal Nakametal Narasaki              | 6:29         |
| 13.                 | «Akatsuki» (Unfinished ver.) (紅月 -アカツキ- (Unfinished ver.)) (encore)                                     | Nakametal Tsubometal                     | 5:03         |
| 14.                 | «Babymetal Death» (encore)                                                                                    | Kitsune of Metal God                     | 10:29        |
| Общая длительность: | Общая длительность:                                                                                           | Общая длительность:                      | 82:24        |

## Персоналии
Список взят из буклета Live: Legend 1999 & 1997 Apocalypse.
- Su-metal (Судзука Накамото) —ведущий, танец
- Yuimetal (Юи Мидзуно) — ведущий и фоновый вокал, танец
- Moametal (Моа Кикути) — ведущий и фоновый вокал, танец

## Чарты

### Недельные чарты
| Чарт (2014—2021)                | Наив. позиция |
| ------------------------------- | ------------- |
| Japanese Albums (Oricon)        | 167           |
| Japanese DVD (Oricon)           | 8             |
| Japanese Music DVD (Oricon)     | 6             |
| Japanese Blu-ray (Oricon)       | 4             |
| Japanese Music Blu-ray (Oricon) | 3             |

### Дневные чарты
| Chart (2014)              | Наив. позиция |
| ------------------------- | ------------- |
| Japanese DVD (Oricon)     | 4             |
| Japanese Blu-ray (Oricon) | 4             |

## История релизов
| Регион | Дата            | Формат      | Лейбл                                     | Edition(s)                               | Каталог               | Прим.  |
| ------ | --------------- | ----------- | ----------------------------------------- | ---------------------------------------- | --------------------- | ------ |
| Япония | 29 октября 2014 | DVD Blu-ray | BMD Fox Records Toy's Factory Amuse, Inc. | Стандартное видео                        | TFBQ-18153 TFXQ-78116 | [ 8 ]  |
| Япония | 29 октября 2014 | DVD Blu-ray | BMD Fox Records Toy's Factory Amuse, Inc. | Набор «Babymetal Apocalypse Limited Box» | PPTF-1014 PPTF-7002   | [ 9 ]  |
| Япония | 25 августа 2021 | LP          | BMD Fox Records Toy's Factory Amuse, Inc. | Концертный альбом                        | TFJC-38067/70         | [ 26 ] |